# Acer duplicatoserratum
Espèce
Classification phylogénétique
Statut de conservation UICN

 LC  : Préoccupation mineure
Acer duplicatoserratum est une espèce de plantes du genre Acer de la famille des Aceraceae.